# Col du Poirier
Le col du Poirier est un col routier des Vosges reliant Épinal et Vittel en traversant les monts Faucilles.

## Toponymie
Deux hypothèses s'opposent quant à la dénomination du col. La plus simple se justifierait par la présence d'un tel arbre fruitier mais certains arguent d'une déformation du mot « pierrier » puisque les agriculteurs locaux s'y sont débarrassés de pierres encombrantes.

## Géographie
Bien que reliant principalement Valfroicourt à Valleroy-le-Sec, le col se situe sur le territoire de la commune de Monthureux-le-Sec. Une voie secondaire, la D 28a, part d'ailleurs du col pour rejoindre le centre de cette commune, 2 km au sud.

## Histoire
Les Romains, en leur temps, avaient créé une voie dans le secteur mais aucune route importante et directe ne relie Valleroy-le-Sec et Valfroicourt avant le milieu du XIXe siècle. C'est en 1848 que le département des Vosges décide de relier les différents cantons vosgiens à Épinal. Le col du Poirier est né de la création de la nouvelle départementale qui croise à mi-côte la route menant de Remoncourt et Esley.
Le 12 septembre 1944, un groupe des troupes françaises de la 2e DB du général Leclerc, commandé par Massu, emprunte le col du Poirier après avoir libéré Vittel, s’engageant par la suite dans la bataille de Dompaire.

## Cyclisme
Le col est très roulant. Emprunté plusieurs fois par le Tour de France, il n'a jamais été pris en compte pour le classement du meilleur grimpeur.